# Simone l'indiano
Simone l'indiano (Run, Simon, Run) è un film per la televisione statunitense del 1970 diretto da George McGowan.

## Trama
Simon Zuniga, un indiano accusato ingiustamente dell'omicidio di suo fratello ottiene 10 anni di carcere: quando viene messo in libertà ritorna alla sua tribù cercando vendetta.